# Измайлово (дворец спорта)

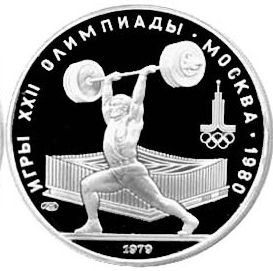
Дворец спорта «Измайлово» на серебряной монете СССР номиналом 5 рублей, выпущенной к Олимпиаде-80

«Измайлово» — дворец спорта на востоке Москвы (Сиреневый бульвар, 2). Построен в 1976—1980 годах к Олимпийским играм 1980 года (Мастерская №3 института Союзспортпроект, архитекторы И. Гунст и Н. Смирнов, инженеры-конструкторы К. Илленко, М. Пугачевский). По утверждению энциклопедии «Москва», дворец спорта «Измайлово» стал крупнейшим в олимпийской истории сооружением для состязаний тяжелоатлетов.

## История
Во время Олимпиады-80 во дворце спорта «Измайлово» проводились соревнования по тяжелой атлетике. После окончания Олимпийских игр он вошёл в состав комплекса спортивных сооружений Российского государственного университета физической культуры, спорта, молодёжи и туризма. Там была устроена арена для тренировок по фигурному катанию, арена для мини-футбола и хоккея, зал для занятий хореографией и зал атлетической подготовки.
С конца 2022 года на проводится реконструкция дворца спорта, связанная с косметическим обновлением фасада и реконфигурацией внутреннего пространства комплекса.

## Архитектура
Во время олимпийских состязаний размеры спортивного зала с ареной составляли 61×30 м, высота около 16 м. Трибуны были рассчитаны на 5 тысяч зрителей (стационарные на 1 тысячу мест, сборно-разборные — на 4 тысячи мест). В центре размещалась сцена размером 35×25 м, расположенная в 1 м над уровнем арены. Тяжелоатлетический помост 4×4 м находился в центре сцены. Над ним располагалось электронное табло.
После окончания Олимпиады вместо второго яруса сборно-разборных трибун было устроено два спортивных зала 30×18, разделённых перегородкой. При необходимости они могут быть объединены в один зал размером 60×18 м для игры в мини-футбол.
Здание почти квадратное в плане, фасады имеют несколько вогнутые очертания. Дворец спорта установлен на развитом стилобате, террасы которого связывают основной объём здания со спуском к Измайловским прудам и стадиону «Измайлово». Общие размеры центрального зала составляют 72×66 м, он покрыт провисающей металлической мембраной толщиной 2 мм. Мембрана крепится к опорному контуру, опирающемуся на железобетонные колонны. Гофрированные стены дворца спорта изготовлены из облицованных светлым камнем вертикальных лотков прямоугольного сечения, между которыми сделано остекление. Такая конструкция помогает избегать прямого попадания солнечных лучей. В едином ансамбле с залом расположены три плавательных бассейна и один бассейн для прыжков в воду.